# Церква святого архістратига Михаїла (Юстинівка)
Церква святого архістратига Михаїла в Юстинівці — парафія і храм греко-католицької громади Підгаєцького деканату Бучацької єпархії Української греко-католицької церкви в селі Юстинівка Тернопільського району Тернопільської области.

## Історія церкви
Церква збудована в 1889 році, і з того часу греко-католицька парафія стала самостійною.
У 1946 році державна влада закрила церкву. Її відкрили лише у 1989 році, після чого вона, як і парафія, була підпорядкована ПЦУ. Розпочалися ремонтні роботи, і художник з Підгайці Богдан Карий виконав розпис церкви. У 1999 році перекрили дах, у 2003 — поштукатурили стіни, а у 2011 — відреставрували дзвіницю, виготовили та встановили новий іконостас. Також замінили престіл і тетрапод.
На території парафії встановлено хрести парафіяльного значення.

## Парохи
- о. Михайло Винницький,
- о. Володимир Масяк (1918—1941),
- о. Михайло Кузьма (1942—1957),
- о. Микола Сухарський (з 1989).